# Maria Hilf (Raiggers)

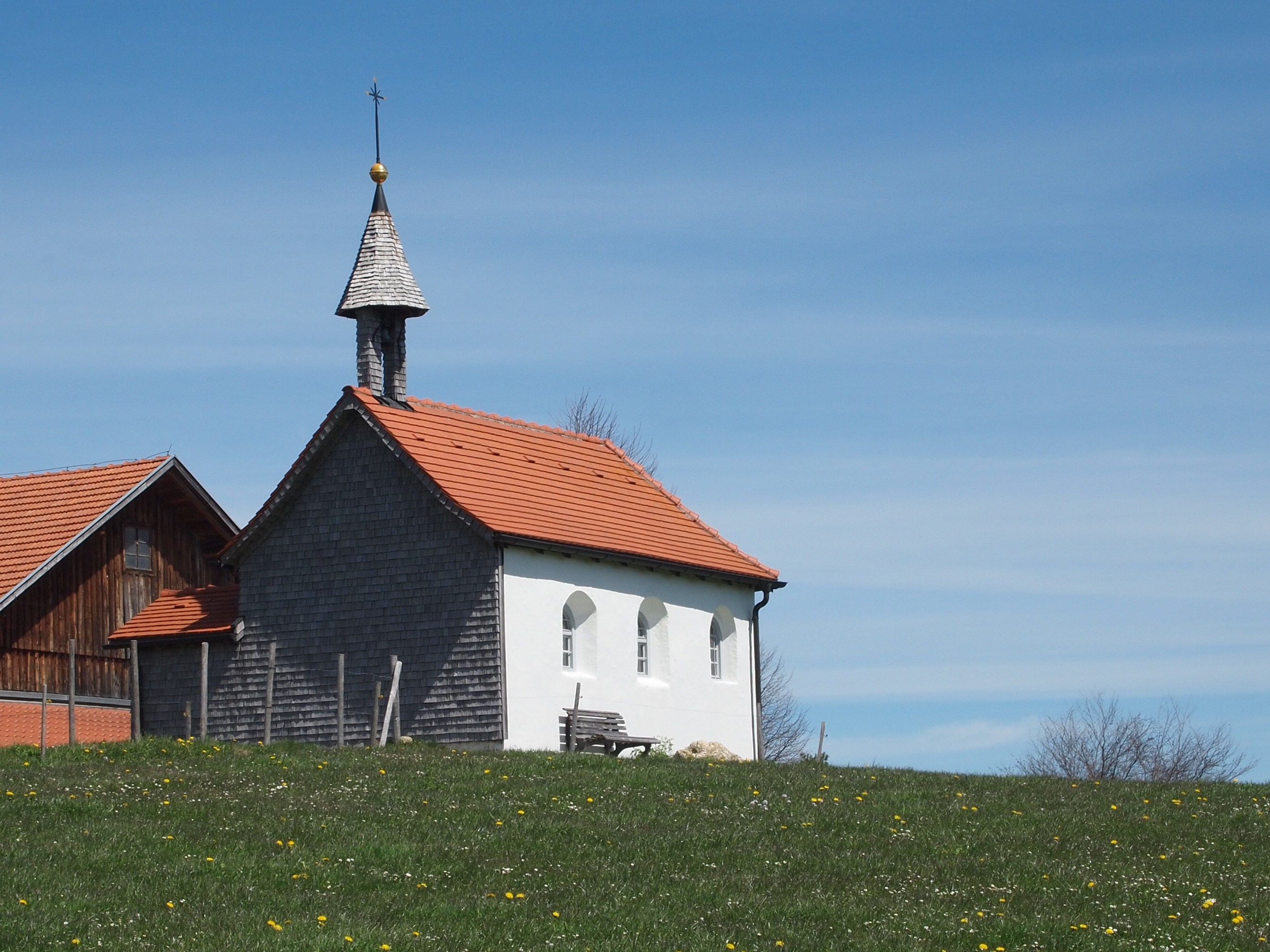
Maria-Hilf-Kapelle in Raiggers

Die Kapelle Maria Hilf in Raiggers in der Gemeinde Kraftisried ist ein im Jahr 1645 errichteter Kapellenbau, der unter Denkmalschutz steht.

## Geschichte
Die Kapelle wurde im Auftrag des Hauptmanns Georg Einsle aus Raiggers an Stelle einer im Jahr 1635 von ihm gestifteten Bildsäule erbaut. Einsle wollte damit der Gottesmutter danken, dass er und seine Familie den Dreißigjährigen Krieg und die Pestzeiten unversehrt überstanden. Sie wurde vermutlich 1771 erweitert.

## Beschreibung
Der Bau umfasst einen rechteckigen Chorraum mit nördlich gelegener Vorhalle sowie einem Dachreiter mit einer kleinen, schmucklosen Glocke aus der Zeit um 1645.

## Ausstattung
Bemerkenswert ist ein von Georg Einsle gestiftetes Votivbild an der Westwand der Kapelle, welches die Geschichte der Kirche erzählt. Unten zu sehen sind Einsle und seine Familie, oben tötet Georg, der Namenspatron des Stifters, einen Drachen und befreit damit die als Opfer bestimmte Königstochter in der rechten oberen Bildecke. Unten finden sich rechts ein Bild der Kapelle und links mehrere Renovierungshinweise.